# Netzwerkarmut
Netzwerkarmut bezeichnet einen Mangel an sozialen Beziehungen, geselligen Aktivitäten und Kontakten, insbesondere von Freunden. Der Begriff nimmt Bezug auf das soziologische Modell des sozialen Netzwerks, innerhalb dessen Netzwerkarmut einer geringen Netzwerkdichte entspricht.

## Folgen und Ursachen
Netzwerkarmut führt zu Vereinsamung und Frustration, einem Mangel an Gelegenheiten, Kompetenzen zu entwickeln und einzusetzen, und bringt in vielen Fällen psychisches Leiden mit sich. Diese führen häufig wie in einem Teufelskreis zu weiterem sozialen Rückzug, aus dem dann weitere soziale Isolation, aber auch handfeste Probleme bei der Arbeitssuche resultieren können. Oft taucht das Phänomen in sozialen Brennpunkten und Trabantenstädten sowie in ärmeren Schichten der Gesellschaft auf. Mit dem Eintritt ins Berufsleben sinkt oft zunächst die Netzwerkarmut, steigt aber im höheren Alter dann wieder.
Vorübergehende Netzwerkarmut kann äußere und zeitlich begrenzte Ursachen haben, etwa als Folge eines Wohnortwechsels. Eine längerfristige Erscheinungsform kann durch psychische Probleme, insbesondere Bindungsängste, aber auch durch Sprachdefizite, soziale Ausgrenzung und wirtschaftliche Armut verursacht werden. Hat die Netzwerkarmut vor allem (meist unbewusste) psychische Ursachen, kann eine Psychotherapie den Betroffenen oft helfen.